# Castleford
Castleford es uno de los cinco pueblos ubicados dentro del distrito metropolitano de Ciudad de Wakefield, en Yorkshire del Oeste, Inglaterra. Se encuentra cerca de Pontefract, y tiene una población de 37.525 habitantes de acuerdo al censo realizado en 2001. Hacia el norte, el río Calder se une al río Aire. Al occidente y el sur se halla la autopista M62. Entre sus personajes célebres se encuentra el escultor Henry Moore.
- Datos: Q546485
- Multimedia: Castleford, West Yorkshire / Q546485